# 186 (số)
186 (một trăm tám mươi sáu) là một số tự nhiên ngay sau 185 và ngay trước 187.